# Uczelnie w Niemczech
Uczelnie w Niemczech – w Niemczech w roku akademickim 2013/2014 działały 423 uczelnie, w tym 106 uniwersytetów.
Nazwy uczelni wymieniono alfabetycznie według ich siedzib. Po nazwie znajduje się dwuliterowe oznaczenie kraju związkowego.

## A
- Rheinisch-Westfälische Technische Hochschule Aachen, Akwizgran (NW)
- Fachhochschule Aachen(inne języki), Akwizgran (NW)
- Fachhochschule Aalen(inne języki), Aalen (BW)
- Hochschule Albstadt-Sigmaringen(inne języki), Albstadt (BW)
- Alanus Hochschule für Kunst und Gesellschaft(inne języki), Alfter / Bonn (NW)
- Fachhochschule für Verwaltung und Dienstleistung(inne języki), Altenholz (SH)
- Fachhochschule Amberg-Weiden, Amberg i Weiden in der Oberpfalz (BY)
- Hochschule Anhalt(inne języki) (FH), Köthen (Anhalt), Dessau-Roßlau, Bernburg (Saale) (ST)
- Fachhochschule Ansbach(inne języki), Ansbach (BY)
- Fachhochschule Aschaffenburg(inne języki), Aschaffenburg (BY)
- Fachhochschule Augsburg(inne języki), Augsburg (BY)
- Universität Augsburg, Augsburg (BY)

## B
- Otto-Friedrich-Universität, Bamberg (BY)
- Universität Bayreuth, Bayreuth (BY)
- Alice-Salomon-Fachhochschule für Sozialarbeit und Sozialpädagogik(inne języki), Berlin (BE)
- Berliner Technische Kunsthochschule(inne języki), Berlin (BE)
- ESCP Business School, Berlin (BE)
- Evangelische Fachhochschule für Sozialarbeit und Sozialpädagogik(inne języki), Berlin (BE)
- European College of Liberal Arts(inne języki), Berlin (BE)
- European School of Management and Technology, Berlin (BE)
- Fachhochschule für Technik und Wirtschaft Berlin(inne języki), Berlin (BE)
- Fachhochschule für Verwaltung und Rechtspflege Berlin(inne języki), Berlin (BE)
- Fachhochschule für Wirtschaft(inne języki), Berlin (BE)
- Freie Universität Berlin, Berlin (BE)
- Hertie School of Governance(inne języki), Berlin (BE)
- Hochschule für Musik Hanns Eisler(inne języki), Berlin (BE)
- Hochschule für Schauspielkunst „Ernst Busch” Berlin(inne języki), Berlin (BE)
- Humboldt-Universität zu Berlin, Berlin (BE)
- International Business School, Berlin (BE)
- Katholische Fachhochschule, Berlin (BE)
- Kunsthochschule Berlin-Weißensee(inne języki), Berlin (BE)
- Mediadesign Hochschule(inne języki), Berlin (BE)
- OTA Hochschule(inne języki), Berlin (BE)
- Steinbeis-Hochschule Berlin(inne języki), Berlin (BE)
- Technische Fachhochschule Berlin(inne języki), Berlin (BE)
- Technische Universität Berlin, Berlin (BE)
- Touro College Berlin(inne języki), Berlin (BE)
- Universität der Künste Berlin(inne języki) (dawniej Hochschule der Künste Berlin), Berlin (BE)
- Hochschule für Bauwesen und Wirtschaft Biberach(inne języki), Biberach an der Riß (BW)
- Kirchliche Hochschule Bethel(inne języki), Bielefeld (NW)
- Fachhochschule Bielefeld(inne języki), Bielefeld (NW)
- Universität Bielefeld, Bielefeld (NW)
- Evangelische Fachhochschule Rheinland-Westfalen-Lippe(inne języki), Bochum (NW)
- Fachhochschule Bochum(inne języki), Bochum (NW)
- Ruhr-Universität, Bochum (NW)
- Europäische Fachhochschule(inne języki), Brühl (NW)
- Technische Fachhochschule Georg Agricola Bochum(inne języki), Bochum (NW)
- Rheinische Friedrich-Wilhelms-Universität, Bonn (NW)
- Fachhochschule Bonn-Rhein-Sieg(inne języki), Bonn (NW)
- Fachhochschule Brandenburg(inne języki), Brandenburg an der Havel (BB)
- Universität Bremen, Brema (HB)
- Hochschule Bremen(inne języki), Brema (HB)
- International University Bremen(inne języki), Brema (HB)
- Hochschule für Künste Bremen(inne języki), Brema (HB)
- Bremen School of Economics, Brema (BSoE)
- Technische Universität Braunschweig, Brunszwik (NI)
- Hochschule für Bildende Künste Braunschweig(inne języki), Brunszwik (NI)
- Fachhochschule Braunschweig/Wolfenbüttel(inne języki), Brunszwik i Wolfenbüttel (NI)
- Hochschule Bremerhaven(inne języki), Bremerhaven (HB)
- Fachhochschule Buxtehude(inne języki), Buxtehude (NI)
- Umwelt-Campus Birkenfeld(inne języki), Birkenfeld (RP)

## C
- Technische Universität Chemnitz(inne języki), Chemnitz (SN)
- Technische Universität Clausthal(inne języki), Clausthal-Zellerfeld (NI)
- Fachhochschule Coburg(inne języki), Coburg (BY)
- Brandenburgische Technische Universität Cottbus, Chociebuż (BB)

## D
- Evangelische Fachhochschule Darmstadt(inne języki), Darmstadt (HE)
- Hochschule Darmstadt(inne języki), Darmstadt (HE)
- Technische Universität Darmstadt, Darmstadt (HE)
- Fachhochschule Deggendorf(inne języki), Deggendorf (BY)
- Hochschule für Musik Detmold(inne języki), Detmold (NW)
- Technische Universität Dortmund, Dortmund (NW)
- Fachhochschule Dortmund(inne języki), Dortmund (NW)
- International School of Management(inne języki), Dortmund (NW)
- Evangelische Hochschule für soziale Arbeit (FH)(inne języki), Drezno (SN)
- Hochschule für Bildende Künste Dresden(inne języki), Drezno (SN)
- Evangelische Hochschule für Kirchenmusik Dresden, Drezno (SN)
- Hochschule für Musik Carl Maria von Weber Dresden(inne języki), Drezno (SN)
- Hochschule für Technik und Wirtschaft Dresden(inne języki), Drezno (SN)
- Palucca Schule Dresden(inne języki), Drezno (SN)
- Technische Universität Dresden, Drezno (SN)
- Universität Duisburg-Essen(inne języki), Duisburg i Essen (NW)
- Heinrich-Heine-Universität Düsseldorf, Düsseldorf (NW)
- Fachhochschule Düsseldorf(inne języki), Düsseldorf (NW)
- Kunstakademie Düsseldorf(inne języki), Düsseldorf (NW)
- Robert-Schumann-Hochschule(inne języki), Düsseldorf (NW)

## E
- European Business School(inne języki) (ebs), Oestrich-Winkel (HE)
- Katholische Universität Eichstätt-Ingolstadt, Eichstätt i Ingolstadt (BY)
- Fachhochschule NORDAKADEMIE, Elmshorn (SH)
- Fachhochschule Erfurt(inne języki), Erfurt (TH)
- Universität Erfurt, Erfurt (TH)
- Friedrich-Alexander-Universität Erlangen-Nürnberg, Erlangen i Norymberga (BY)
- Fachhochschule für Oekonomie & Management(inne języki), Essen (NW)
- Folkwang Hochschule im Ruhrgebiet(inne języki), Essen (NW)
- Folkwang Universität der Künste(inne języki), Essen (NW)
- Hochschule für Sozialwesen Esslingen, Esslingen am Neckar (BW)
- Hochschule für Technik Esslingen(inne języki), Esslingen am Neckar (BW)
- Fachhochschule für Finanzen(inne języki), Edenkoben (RP)
- Fachhochschule für angewandtes Management(inne języki), Erding (BY)

## F
- Universität Flensburg(inne języki), Flensburg (SH)
- Fachhochschule Flensburg(inne języki), Flensburg (SH)
- Johann Wolfgang Goethe-Universität, Frankfurt nad Menem (HE)
- Fachhochschule Frankfurt am Main(inne języki), Frankfurt nad Menem (HE)
- Business School of Finance and Management(inne języki), Frankfurt nad Menem (HE)
- Hochschule für Musik und Darstellende Kunst Frankfurt am Main(inne języki), Frankfurt nad Menem (HE)
- Philosophisch-Theologische Hochschule Sankt Georgen(inne języki), Frankfurt nad Menem (HE)
- Staatliche Hochschule für bildende Künste(inne języki), Frankfurt nad Menem (HE)
- Europa-Universität Viadrina, Frankfurt nad Odrą (BB)
- Technische Universität Bergakademie Freiberg, Freiberg (SN)
- Albert-Ludwigs-Universität Freiburg, Fryburg Bryzgowijski (BW)
- Evangelische Fachhochschule Freiburg(inne języki), Fryburg Bryzgowijski (BW)
- Hochschule für Musik Freiburg(inne języki), Fryburg Bryzgowijski (BW)
- Katholische Fachhochschule Freiburg(inne języki), Fryburg Bryzgowijski (BW)
- Pädagogische Hochschule Freiburg(inne języki), Fryburg Bryzgowijski (BW)
- Fachhochschule Weihenstephan(inne języki), Freising-Weihenstephan i Triesdorf (BY)
- Theologische Hochschule Friedensau(inne języki), Friedensau(inne języki) (ST)
- Zeppelin University(inne języki), Friedrichshafen (BW)
- Hochschule Fulda, Fulda (HE)
- ehm. Universität Fulda(inne języki), Fulda (HE)
- Theologische Fakultät Fulda(inne języki), Fulda (HE)
- Hochschule Furtwangen (FH)(inne języki), Furtwangen im Schwarzwald (BW)

## G
- Fachhochschule der Wirtschaft, Gütersloh (NW)
- Fachhochschule Gelsenkirchen(inne języki), Gelsenkirchen (NW)
- Technische Hochschule Mittelhessen, Gießen, Friedberg (Hessen) i Wetzlar (HE)
- Justus-Liebig-Universität Gießen, Gießen (HE)
- Fachhochschule im Deutschen Roten Kreuz(inne języki), Getynga (NI)
- Georg-August-Universität Göttingen, Getynga (NI)
- Thüringer Fachhochschule für öffentliche Verwaltung Gotha(inne języki), Gotha (TH)
- Ernst-Moritz-Arndt-Universität Greifswald, Greifswald (MV)
- Baltic College Güstrow, Güstrow (MV)

## H
- FernUniversität in Hagen(inne języki), Hagen (NW)
- Martin-Luther-Universität Halle-Wittenberg, Halle i Wittenberga (ST)
- Burg Giebichenstein Hochschule für Kunst und Design(inne języki), Halle (ST)
- Evangelische Hochschule für Kirchenmusik Halle(inne języki), Halle (ST)
- Bucerius Law School(inne języki), Hamburg (HH)
- Hamburger Universität für Wirtschaft und Politik(inne języki) (dawniej Hochschule für Wirtschaft und Politik), Hamburg (HH)
- Universität Hamburg, Hamburg (HH)
- Technische Universität Hamburg-Harburg, Hamburg (HH)
- HSBA Hamburg School of Business Administration(inne języki) (HH)
- Hochschule für bildende Künste Hamburg(inne języki), Hamburg (HH)
- Hochschule für Musik und Theater Hamburg, Hamburg (HH)
- Hochschule für Angewandte Wissenschaften Hamburg(inne języki), Hamburg (HH)
- Helmut-Schmidt-Universität, Universität der Bundeswehr Hamburg, Hamburg (HH)
- HafenCity Universität, Hamburg (HH)
- Europäische Fernhochschule Hamburg(inne języki), Hamburg (HH)
- Medizinische Hochschule Hannover(inne języki), Hanower (NI)
- Leibniz Universität Hannover, Hanower (NI)
- Tierärztliche Hochschule(inne języki), Hanower (NI)
- Hochschule für Musik und Kunst Hannover, Hanower (NI)
- Fachhochschule Hannover(inne języki), Hanower (NI)
- FHDW Hannover(inne języki), Hanower (NI)
- Evangelische Fachhochschule Hannover(inne języki), Hanower (NI)
- Fachhochschule Westküste(inne języki), Heide (Holsztyn) (SH)
- Fachhochschule Heidelberg(inne języki), Heidelberg (BW)
- Hochschule für Jüdische Studien(inne języki), Heidelberg (BW)
- Pädagogische Hochschule Heidelberg(inne języki), Heidelberg (BW)
- Ruprecht-Karls-Universität Heidelberg, Heidelberg (BW)
- Berufsakademie Heidenheim(inne języki), Heidenheim (BW)
- Hochschule Heilbronn(inne języki), Heilbronn (BW)
- dawniej Universität Herborn(inne języki), Herborn (HE)
- Hochschule für Kirchenmusik(inne języki), Herford (NW)
- Universität Hildesheim(inne języki), Hildesheim (NI)
- Niedersächsische Fachhochschule für Verwaltung und Rechtspflege – Hochschule für den öffentlichen Dienst –(inne języki), Hildesheim (NI)
- Fachhochschule Hof(inne języki), Hof (BY)

## I
- Technische Universität Ilmenau, Ilmenau (TH)
- Fachhochschule Ingolstadt(inne języki), Ingolstadt (BY)
- WFI – Ingolstadt School of Management(inne języki) der Katholischen Universität Eichstätt-Ingolstadt, Ingolstadt (BY)
- Fachhochschule Südwestfalen(inne języki), Iserlohn (NW)
- Business and Information Technology School(inne języki), Iserlohn (NW)
- Naturwissenschaftlich-Technische Akademie Isny(inne języki), Isny im Allgäu (BW)

## J
- Fachhochschule Jena(inne języki), Jena (TH)
- Friedrich-Schiller-Universität Jena, Jena (TH)

## K
- Fachhochschule Kaiserslautern(inne języki), Kaiserslautern, Pirmasens i Zweibrücken (RP)
- Rheinland-Pfälzische Technische Universität Kaiserslautern-Landau (RPTU Kaiserslautern-Landau), Kaiserslautern i Landau in der Pfalz (RP)
- Berufsakademie Karlsruhe(inne języki), Karlsruhe (BW)
- Hochschule Karlsruhe – Technik und Wirtschaft, Karlsruhe (BW)
- Hochschule für Gestaltung Karlsruhe(inne języki), Karlsruhe (BW)
- Hochschule für Musik Karlsruhe(inne języki), Karlsruhe (BW)
- Pädagogische Hochschule Karlsruhe(inne języki), Karlsruhe (BW)
- Karlsruher Institut für Technologie, Karlsruhe (BW)
- Universität Kassel, Kassel (HE)
- Kunsthochschule Kassel(inne języki), Kassel (HE)
- Verwaltungsfachhochschule Kassel, Kassel (HE)
- Fachhochschule für öffentliche Verwaltung Kehl(inne języki), Kehl (BW)
- Fachhochschule Kempten(inne języki), Kempten (Allgäu) (BY)
- Christian-Albrechts-Universität, Kilonia (SH)
- Fachhochschule Kiel(inne języki), Kilonia (SH)
- Muthesius Kunsthochschule Kiel(inne języki), Kilonia (SH)
- Multimedia Campus Kiel, Kilonia (SH)
- Akademie für Darstellende Kunst(inne języki), Koblencja i Montabaur (RP)
- Universität Koblenz-Landau, Koblencja, Landau in der Pfalz i Moguncja (RP)
- Fachhochschule Koblenz(inne języki), Koblencja (RP)
- Universität zu Köln, Kolonia (NW)
- Fachhochschule Köln(inne języki), Kolonia (NW)
- Hochschule für Musik Köln, Kolonia (NW)
- Europa Fachhochschule Fresenius Köln, Kolonia (NW)
- Rheinische Fachhochschule Köln(inne języki), Kolonia (NW)
- Deutsche Sporthochschule Köln, Kolonia (NW)
- Katholische Fachhochschule Nordrhein-Westfalen(inne języki), Kolonia, Akwizgran, Münster i Paderborn (NW)
- Kunsthochschule für Medien Köln(inne języki), Kolonia (NW)
- Hochschule Konstanz Technik, Wirtschaft und Gestaltung(inne języki) vorm. Fachhochschule Konstanz, Konstanz (BW)
- Universität Konstanz, Konstanz (BW)
- Hochschule Niederrhein(inne języki), Krefeld (NW)

## L
- Fachhochschule Landshut(inne języki), Landshut (BY)
- AKAD-Fachhochschule Leipzig(inne języki), Lipsk (SN)
- Deutsche Telekom Fachhochschule Leipzig(inne języki), Lipsk (SN)
- Hochschule für Grafik und Buchkunst(inne języki), Lipsk (SN)
- Hochschule für Musik und Theater, Lipsk (SN)
- Hochschule für Technik, Wirtschaft und Kultur(inne języki), Lipsk (SN)
- Universität Leipzig, Lipsk (SN)
- Hochschule Ostwestfalen-Lippe(inne języki), Lemgo, Detmold i Höxter (NW)
- Berufsakademie Lörrach, Lörrach (BW)
- Fachhochschule Lübeck(inne języki), Lubeka (SH)
- Musikhochschule Lübeck(inne języki), Lubeka (SH)
- Universität zu Lübeck, Lubeka (SH)
- Evangelische Fachhochschule Reutlingen-Ludwigsburg(inne języki), Ludwigsburg (BW)
- Hochschule für öffentliche Verwaltung und Finanzen(inne języki), Ludwigsburg (BW)
- Filmakademie Baden-Württemberg(inne języki), Ludwigsburg (BW)
- Pädagogische Hochschule Ludwigsburg(inne języki), Ludwigsburg (BW)
- Evangelische Fachhochschule Ludwigshafen(inne języki), Ludwigshafen am Rhein (RP)
- Fachhochschule Ludwigshafen(inne języki), Ludwigshafen am Rhein (RP)
- Universität Lüneburg(inne języki), Lüneburg (NI)
- WHL Wissenschaftliche Hochschule Lahr(inne języki), Lahr/Schwarzwald (BW)

## M
- Otto-von-Guericke-Universität Magdeburg, Magdeburg (ST)
- Hochschule Magdeburg-Stendal (FH)(inne języki), Magdeburg-Stendal (ST)
- Johannes Gutenberg-Universität Mainz, Moguncja i Germersheim (RP)
- Berufsakademie Mannheim(inne języki), Mannheim (BW)
- Bundesakademie für Wehrverwaltung und Wehrtechnik Mannheim(inne języki), Mannheim (BW)
- Fachhochschule des Bundes für öffentliche Verwaltung Mannheim, Mannheim (BW)
- Hochschule der Bundesagentur für Arbeit(inne języki), Mannheim (BW)
- Hochschule Mannheim(inne języki), Mannheim (BW)
- Popakademie Baden-Württemberg(inne języki), Mannheim (BW)
- Staatliche Hochschule für Musik und Darstellende Kunst Mannheim(inne języki), Mannheim (BW)
- Universität Mannheim, Mannheim (BW)
- Mannheim Business School, Mannheim (BW)
- Philipps-Universität Marburg, Marburg (HE)
- Fachhochschule Merseburg(inne języki), Merseburg (ST)
- Fachhochschule für öffentliche Verwaltung(inne języki), Mayen (RP)
- Fachhochschule Minden(inne języki), Minden (NW)
- Hochschule Mittweida (FH)(inne języki), Mittweida (SN)
- Johannes Gutenberg-Universität Mainz, Moguncja i Germersheim (RP)
- Berufsakademie Mosbach(inne języki), Mosbach (BW)
- Akademie der Bildenden Künste München, Monachium (BY)
- Fachhochschule für öffentliche Verwaltung und Rechtspflege in Bayern(inne języki), Monachium (BY)
- Hochschule München(inne języki), Monachium (BY)
- Hochschule für Fernsehen und Film, Monachium (BY)
- Hochschule für Musik und Theater München, Monachium (BY)
- Hochschule für Philosophie München(inne języki), Monachium (BY)
- Hochschule für Politik München(inne języki), Monachium (BY)
- Katholische Stiftungsfachhochschule(inne języki), Monachium (BY)
- Ludwig-Maximilians-Universität München, Monachium (BY)
- Munich Business School(inne języki), Monachium (BY)
- Technische Universität München, Monachium (BY)
- Ukrainische Freie Universität, Monachium (BY)
- Universität der Bundeswehr München, Monachium (BY)
- Westfälische Wilhelms-Universität, Münster (NW)
- Fachhochschule Münster(inne języki), Münster (NW)
- Fachhochschule für Rechtspflege Nordrhein-Westfalen(inne języki), Bad Münstereifel (NW)

## N
- Hochschule Neubrandenburg(inne języki), Neubrandenburg (MP)
- Augustana-Hochschule Neuendettelsau(inne języki), Neuendettelsau (BY)
- Fachhochschule Neu-Ulm(inne języki), Neu-Ulm (BY)
- Fachhochschule Nordhausen(inne języki), Nordhausen (TH)
- Fachhochschule Nordostniedersachsen(inne języki), Lüneburg / Suderburg / Buxtehude (NI)
- Evangelische Fachhochschule Nürnberg(inne języki), Norymberga (BY)
- Georg-Simon-Ohm-Fachhochschule Nürnberg(inne języki), Norymberga (BY)
- Akademie der bildenden Künste Nürnberg(inne języki), Norymberga (BY)
- Hochschule für Musik Nürnberg-Augsburg(inne języki), Norymberga i Augsburg (BY)
- Hochschule für Wirtschaft und Umwelt Nürtingen-Geislingen(inne języki), Nürtingen (BW)
- Fachhochschule für Kunsttherapie Nürtingen(inne języki), Nürtingen (BW)

## O
- Uniwersytet Nauk Stosowanych w Offenburgu, Offenburg (BW)
- Carl von Ossietzky Universität Oldenburg, Oldenburg (NI)
- Fachhochschule Osnabrück(inne języki), Osnabrück (NI)
- Universität Osnabrück(inne języki), Osnabrück (NI)
- Fachhochschule Oldenburg/Ostfriesland/Wilhelmshaven(inne języki) (NI)
- Hochschule für Gestaltung(inne języki), Offenbach am Main (HE)

## P
- Universität Paderborn(inne języki), Paderborn (NW)
- Fachhochschule der Wirtschaft(inne języki), Paderborn (NW)
- Universität Passau, Pasawa (BY)
- Hochschule Pforzheim – Gestaltung, Technik, Wirtschaft und Recht(inne języki), Pforzheim (BW)
- Fachhochschule Pinneberg(inne języki), Pinneberg (SH)
- Fachhochschule Potsdam(inne języki), Poczdam (BB)
- Universität Potsdam, Poczdam (BB)

## R
- Berufsakademie Rhein-Main(inne języki), Rödermark (HE)
- Berufsakademie Ravensburg(inne języki), Ravensburg (BW)
- Fachhochschule Regensburg(inne języki), Ratyzbona (BY)
- Universität Regensburg, Ratyzbona (BY)
- Hochschule Reutlingen(inne języki), Reutlingen (BW)
- Fachhochschule Theologisches Seminar Reutlingen(inne języki), Reutlingen (BW)
- Fernfachhochschule Riedlingen(inne języki), Riedlingen (BW)
- Fachhochschule Rosenheim(inne języki), Rosenheim (BY)
- Hochschule für Musik und Theater Rostock(inne języki), Rostock (MV)
- Universität Rostock, Rostock (MV)
- Private Hanseuniversität, Rostock (MV)
- Fachhochschule Rottenburg(inne języki), Rottenburg am Neckar (BW)

## S
- Hochschule für Technik und Wirtschaft des Saarlandes(inne języki), Saarbrücken (SL)
- Universität des Saarlandes, Saarbrücken i Homburg (SL)
- Fachhochschule Schmalkalden(inne języki), Schmalkalden (TH)
- Fachhochschule Schwäbisch Gmünd(inne języki), Schwäbisch Gmünd (BW)
- Pädagogische Hochschule Schwäbisch Gmünd(inne języki), Schwäbisch Gmünd (BW)
- Fachhochschule für Rechtswesen Schwetzingen(inne języki), Schwetzingen (BW)
- Fachhochschule Lausitz (Senftenberg)(inne języki)[-ext-], Senftenberg i Chociebuż (BB)
- Universität Siegen(inne języki), Siegen (NW)
- Deutsche Hochschule für Verwaltungswissenschaften Speyer(inne języki), Spira (RP)
- Fachhochschule Stralsund(inne języki), Stralsund (MV)
- AKAD-Fachhochschule Stuttgart(inne języki), Stuttgart (Fernhochschule) (BW)
- Berufsakademie Stuttgart(inne języki), Stuttgart (BW)
- Hochschule der Medien Stuttgart(inne języki), Stuttgart (BW)
- Hochschule für Technik Stuttgart(inne języki), Stuttgart (BW)
- Merz Akademie(inne języki), Stuttgart (BW)
- Staatliche Akademie der Bildenden Künste Stuttgart(inne języki), Stuttgart (BW)
- Staatliche Hochschule für Musik und Darstellende Kunst Stuttgart(inne języki), Stuttgart (BW)
- Universität Hohenheim, Stuttgart (BW)
- Universität Stuttgart, Stuttgart (BW)

## T
- Universität Trier, Trewir (RP)
- Fachhochschule Trier(inne języki), Trewir (RP)
- Staatliche Hochschule für Musik Trossingen(inne języki), Trossingen (BW)
- Eberhard-Karls-Universität Tübingen, Tybinga (BW)

## U
- Hochschule Ulm(inne języki), Ulm (BW)
- Universität Ulm, Ulm (BW)

## V
- Philosophisch-Theologische Hochschule Vallendar, Vallendar (RP)
- WHU – Otto Beisheim School of Management(inne języki) (dawniej: Wissenschaftliche Hochschule für Unternehmensführung), Vallendar (RP)
- Fachhochschule für Wirtschaft und Technik(inne języki), Vechta/Diepholz/Oldenburg (NI)
- Hochschule Vechta(inne języki), Vechta (NI)
- Hochschule für Polizei(inne języki) (Villingen-Schwenningen) (BW)

## W
- Bauhaus-Universität Weimar(inne języki), Weimar (TH)
- Hochschule für Musik Franz Liszt Weimar, Weimar (TH)
- Hochschule Ravensburg-Weingarten(inne języki), Weingarten i Ravensburg (BW)
- Pädagogische Hochschule Weingarten(inne języki), Weingarten (BW)
- Fachhochschule Wedel, Wedel (SH)
- Hochschule Harz(inne języki) – Hochschule für angewandte Wissenschaften, Wernigerode i Halberstadt (ST)
- Fachhochschule Wiesbaden(inne języki), Wiesbaden (HE)
- Technische Fachhochschule Wildau(inne języki), Wildau (BB)
- Hochschule Wismar, Wismar (MV)
- Universität Witten/Herdecke(inne języki), Witten (NW)
- Fachhochschule Worms(inne języki), Worms (RP)
- Bergische Universität Wuppertal(inne języki), Wuppertal (NW)
- Kirchliche Hochschule Wuppertal(inne języki), Wuppertal (NW)
- Julius-Maximilians-Universität Würzburg, Würzburg (BY)
- Fachhochschule Würzburg-Schweinfurt(inne języki), Würzburg i Schweinfurt (BY)
- Fachhochschule Theologisches Seminar des Bundes Evangelisch-Freikirchlicher Gemeinden, Wustermark-Elstal (BB)

## Z
- Hochschule Zittau/Görlitz, Żytawa (SN)
- Westsächsische Hochschule Zwickau (FH)(inne języki), Zwickau (SN)